# Kostel Panny Marie z La Saletty
Kostel Panny Marie z La Saletty (fr. église Notre-Dame-de-la-Salette) je katolický farní kostel v 15. obvodu v Paříži mezi ulicemi Rue de Dantzig a Rue de Cronstadt postavený v letech 1963-1965. Je zasvěcen Panně Marii, která se v roce 1846 zjevila v obci La Salette-Fallavaux.
Kostel má relikvie Jana Vianneye a je zde pohřben Jean-Léon Le Prévost, zakladatel kongregace svatého Vincence z Pauly (Lazaristé).
Varhany výrobce Danion-Gonzalez pocházejí z roku 1970.

## Galerie

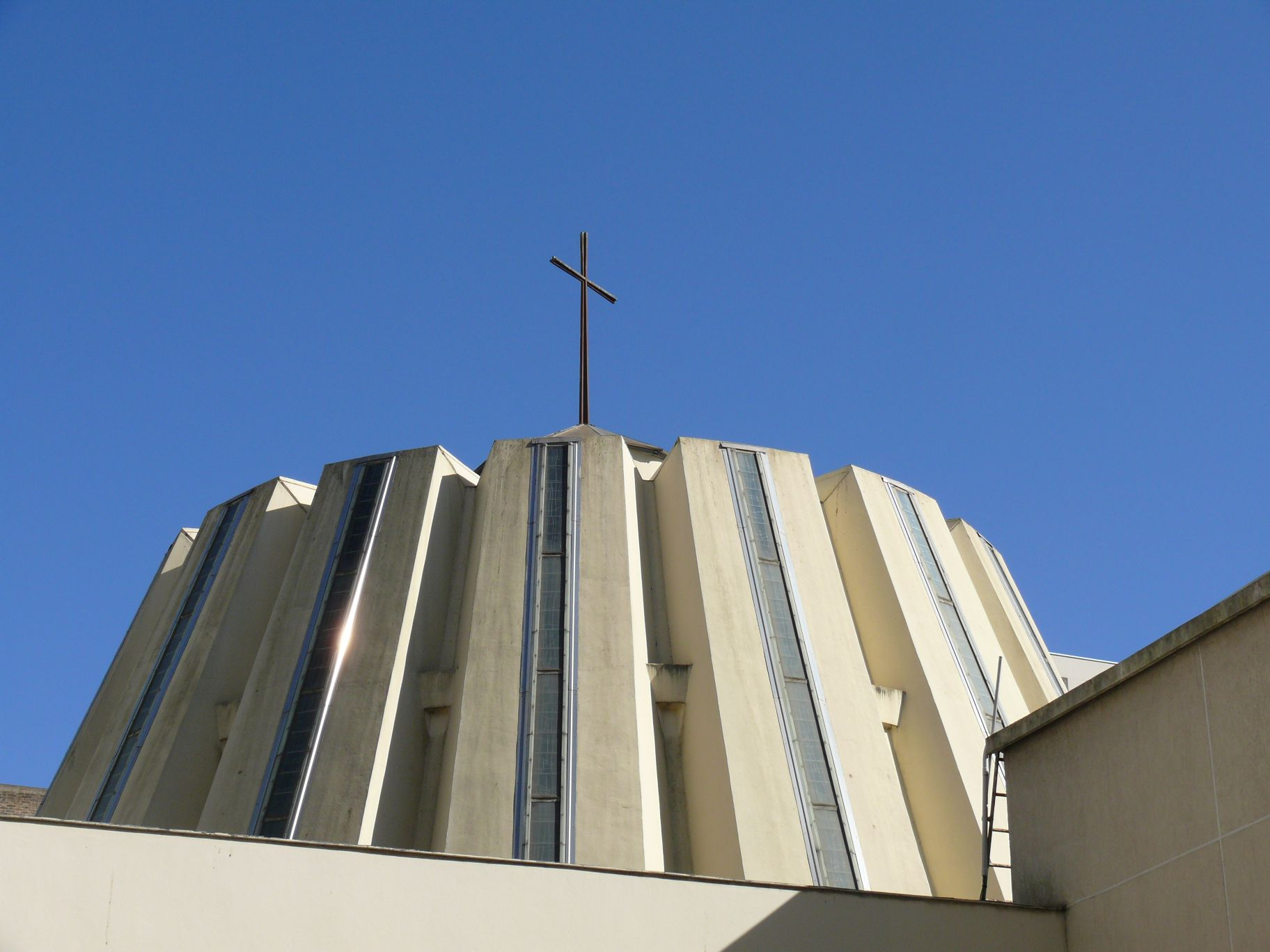
Dôme
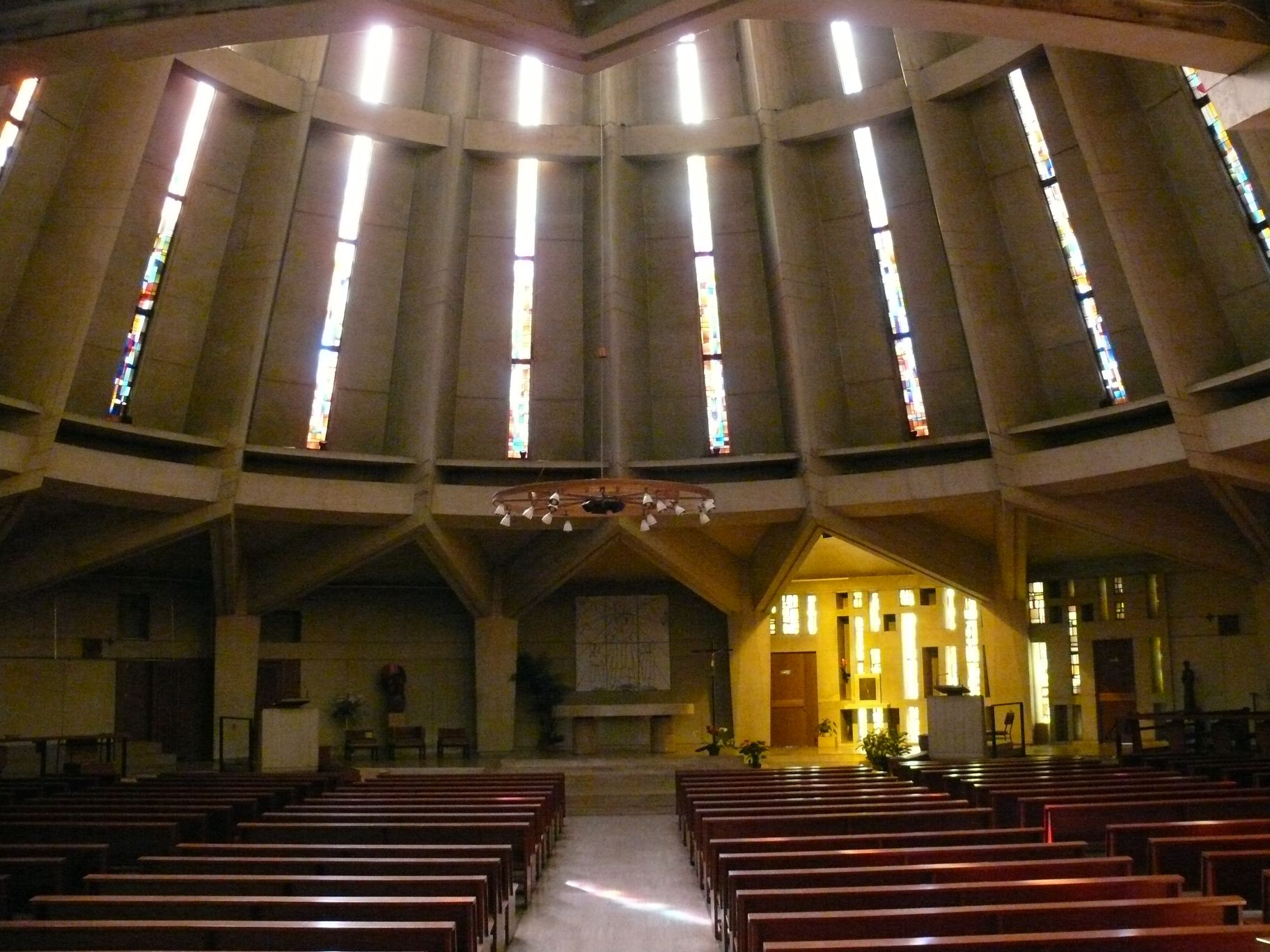
Interior
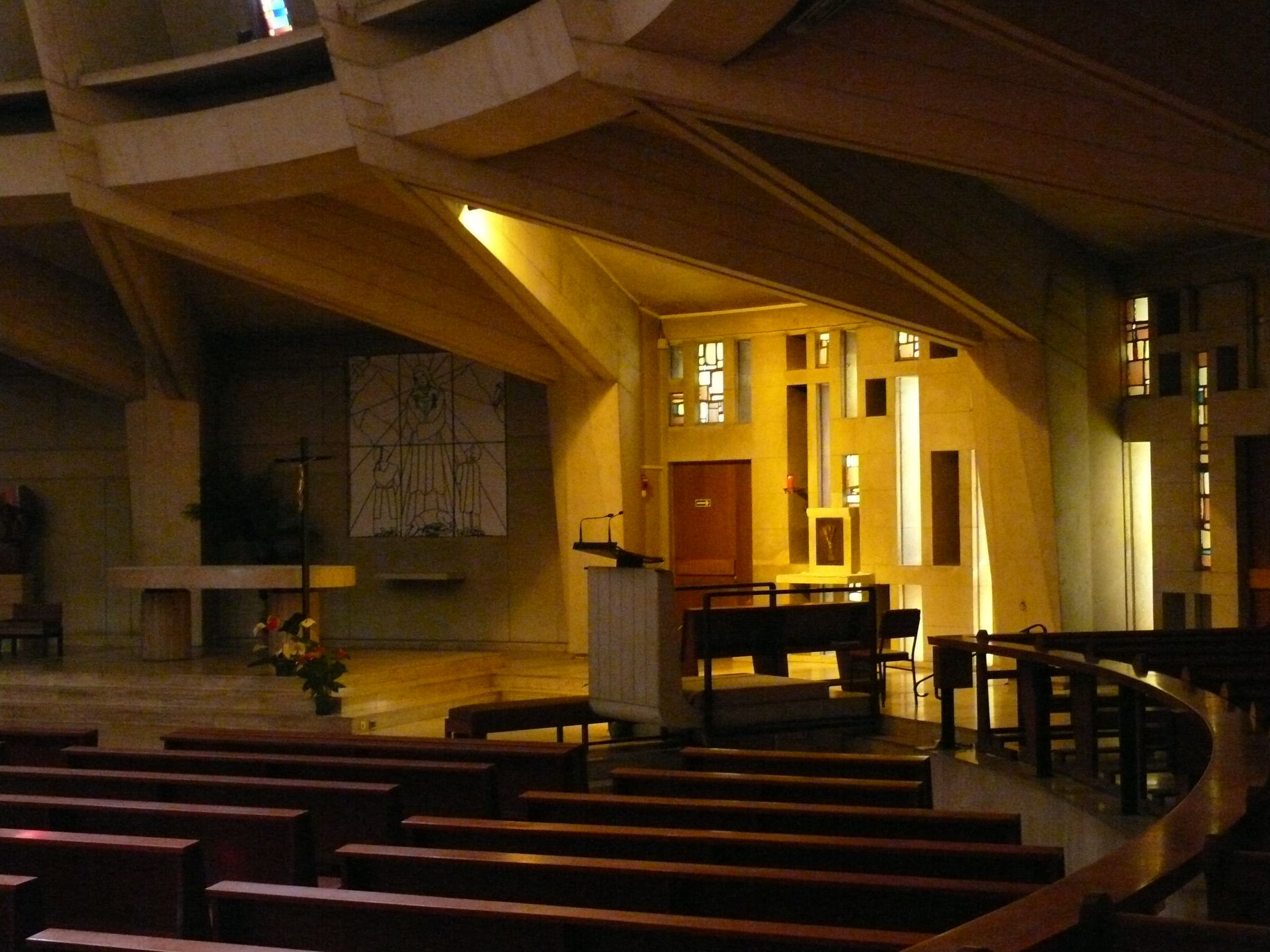
Interior
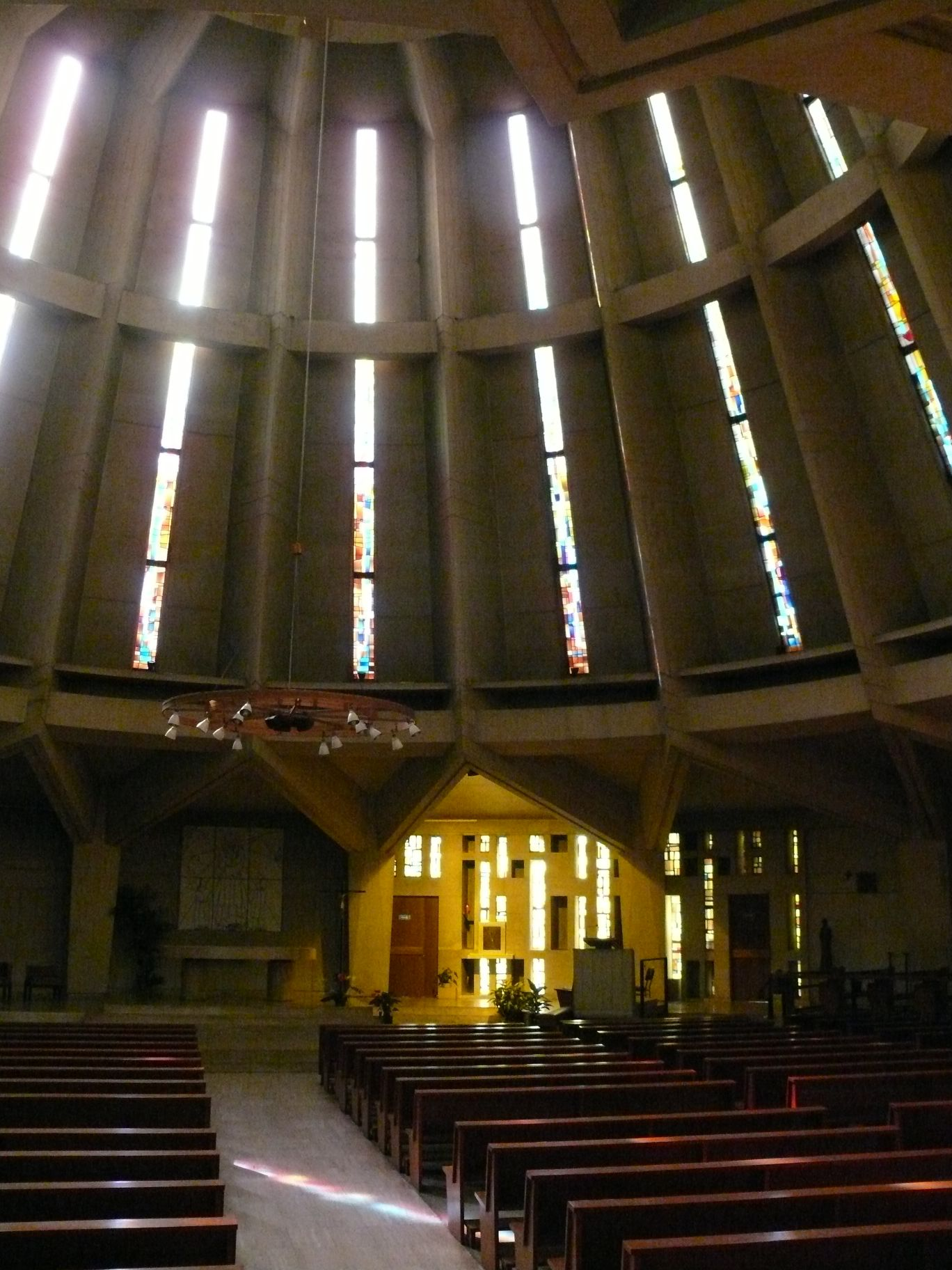
Interior
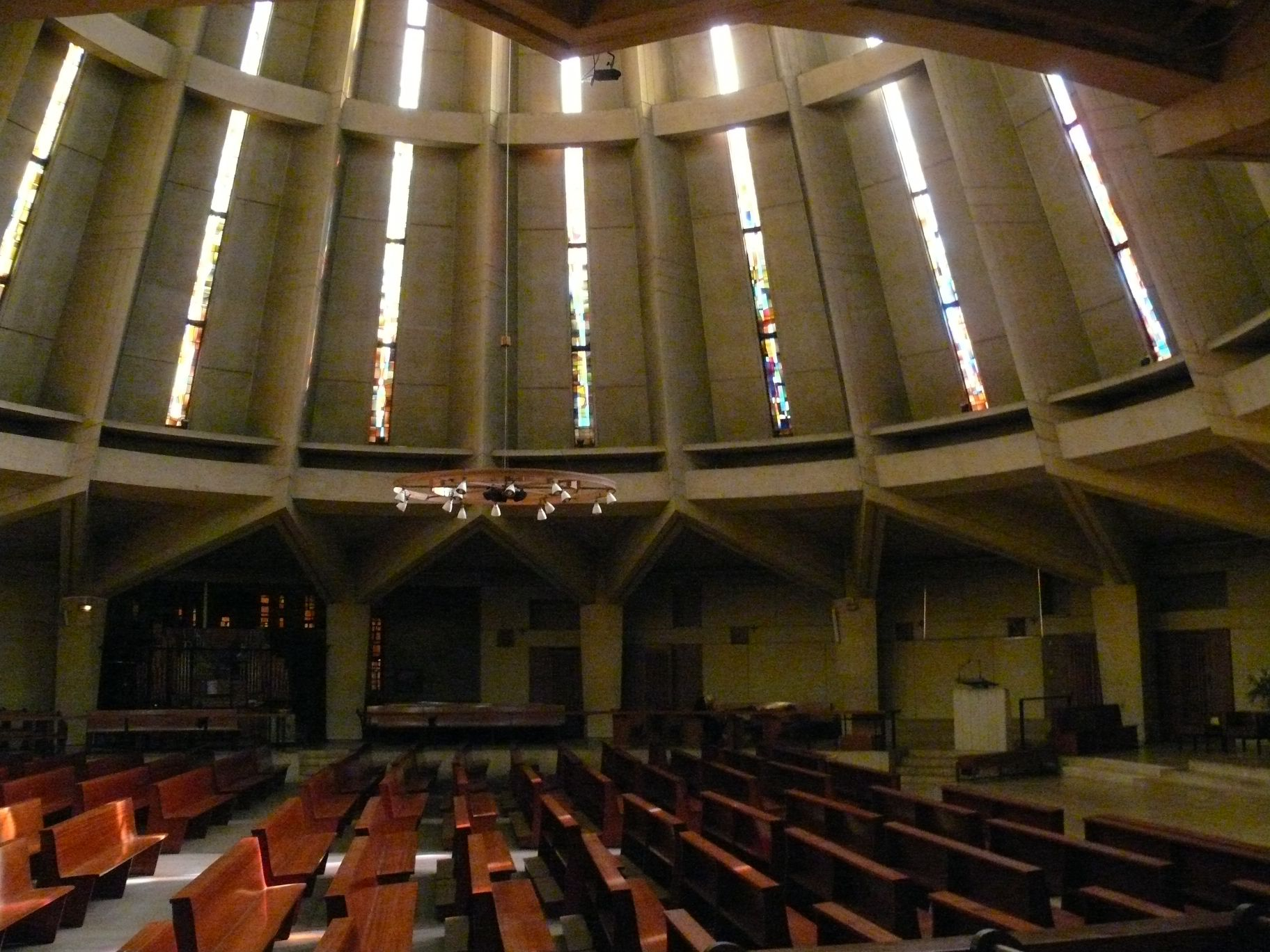
Interior